# That's My Boy (película de 2012)
That's My Boy (2012) —en español: «Ese es mi hijo» — es una película de comedia estadounidense protagonizada por Adam Sandler, Andy Samberg y Leighton Meester. El guion fue escrito por David Caspe y dirigido por Sean Anders. La película se estrenó en España el 24 de agosto de 2012.
La película fue producida bajo la compañía de producción de Sandler, Happy Madison; y fue rodada en Massachusetts, en los alrededores de Boston, Everett, Lynn, Brockton, Stoughton y Cape Cod. La película se estrenó el 8 de junio de 2012 y es distribuida por Columbia Pictures.
Fue la primera vez que trabajaron juntos Sandler y Samberg, ya que en septiembre del mismo año, poco después del estreno de este filme, se lanzaría otra película en la que volverían a coincidir ambos en roles protagónicos: Hotel Transylvania.

## Argumento
Todo comienza en una escuela en Massachusetts 1984 un adolescente de 13 años llamado Donny Berger (Adam Sandler) tiene relaciones sexuales con su profesora Mary McGarricle frente a toda la escuela y la deja embarazada. Mary es condenada a 30 años de cárcel y Donny Berger cría al niño, al que llama Han Solo Berger (Andy Samberg). Donny resulta ser un pésimo padre, por lo que Han Solo al cumplir los dieciocho años abandona a Donny, se cambia el nombre por el de Todd Peterson y se convierte en un gran hombre de negocios.
Actualmente, Donny es un adulto alcohólico que se pasa el tiempo con sus amigas, la camarera Brie y la estríper Champale. Su abogado Jim le informa de que le debe a Hacienda mucho dinero y que será encarcelado si no paga 43.000 dólares. Donny apuesta 20 dólares por un gordo que va a correr un maratón, pero no puede contar con eso. Donny se entera de que Todd está alojado en la casa de verano de su jefe Steve Spirou en Cape Cod, donde planea casarse con su novia Jamie. Randall Morgan, un locutor de televisión amigo de Donny le propone a este último que lleve a Todd a la cárcel a visitar a Mary. A cambio, Morgan lo grabará y le pagará a Donny 50.000 dólares.
Donny va a Cape Cod, donde se hace pasar por un viejo amigo de Todd, ya que Todd le ha dicho a todo el mundo que sus padres murieron en una explosión. Donny trata de convencer a Todd de que vaya a la cárcel a visitar a Mary, pero no le dice que Morgan lo grabará, ya que a Todd no le gusta la popularidad. Todd se niega, ya que todavía está enfadado con Donny por lo mal padre que fue.
Donny en seguida les cae bien a todos a pesar de su alocado comportamiento. Donny le dice a Todd que tiene que ser más atrevido. Todos van a la iglesia para ensayar la boda. Todd aplica el consejo de Donny, pero lo único que consigue es enfurecer al padre McNally, que le pega una paliza. Cuando Todd y el padre pelean, Donny noquea a al padre con una botella de cerveza. Por eso, son echados de la iglesia. Los suegros de Todd están furiosos, pero Donny los calma diciéndoles que Todd le tiene manía a las iglesias desde el funeral de su padre. Donny los convence para que celebren la boda en la playa.
Donny, Todd y sus amigos se van de despedida de soltero a un spa para hombres, donde Donny molesta a los clientes y a los empleados. Donny los convence para que celebren la despedida de soltero en un club de estriptis, donde se emborrachan y hacen varias locuras y Todd conoce a Brie. Donny y Todd pasan un rato solos y se reconcilian. Finalmente, Todd va a la cárcel a ver a Mary, sin saber que Morgan está allí. Morgan graba a Donny, Mary y Todd hablando entre ellos. Todd se siente engañado y enfurecido,  se va de la cárcel sin firmar unos papeles que Morgan necesita para pagarle a Donny, dejando a este último sin dinero.
Donny descubre que Jamie le pone los cuernos a Todd con Steve. Se lo dice a Todd, pero Todd no le cree. Después, Donny descubre a Jamie haciendo el amor con su hermano Chad. Les hace una foto y está dispuesto a enseñársela a Todd, pero Jamie le paga 50.000 dólares a cambio de que no revele nada. Donny regresa a su casa con el dinero, pero finalmente decide hacer lo correcto. Con la ayuda de Vanille Ice, Donny interrumpe la boda, admite ser el padre de Todd, rompe los 50.000 dólares y obliga a Jamie a contárselo todo a Todd. Al enterarse, Todd corta con Jamie, cancela la boda, dimite, acepta a Donny como su padre e incluso se vuelve a poner el nombre de Han Solo.
En el club de estriptis, le preparan una fiesta de despedida a Donny, que está a punto de ir a la cárcel. Han Solo admite que está saliendo con Brie y le dice a Donny que le puede ayudar a pagar el dinero, pero Donny rechaza la oferta, ya que ha decidido que es el momento de que asuma la responsabilidad de sus problemas. Por suerte, se entera de que el gordo por el que apostó ha ganado el maratón, consiguiendo que Donny obtenga 160.000 dólares, librándose así de ir a la cárcel. La película termina con Donny y sus amigos celebrándolo.

## Reparto
- Adam Sandler como Donny Berger.
- Justin Weaver como Donny Berger en 1984.
- Andy Samberg como Han Solo Berger/Todd Petterson.
- Leighton Meester como Jamie.
- Susan Sarandon como la reclusa Mary McGarricle.
- Eva Amurri como la señorita Mary McGarricle de 1984.
- Milo Ventimiglia como Chad, hermano de Jamie.
- Rex Ryan como Jim Nance.
- Luenell como Champale.
- Ciara como Brie.
- Vanilla Ice como él mismo.
- Peggy Stewart como abuela Delores.
- Alan Thicke como papá de Donny en la versión de la televisión.
- James Caan como padre McNally.
- Dan Patrick como Randall Morgan.
- Will Forte como Phil.
- Rachel Dratch como esposa de Phil.
- Blake Clark como Gerald.
- Colin Quinn como DJ de Strip Club.
- Nick Swardson como Kenny.
- Ana Gasteyer como Sra. Ravensdale.
- Ian Ziering como Donny en la versión de la televisión.
- Todd Bridges como él mismo.
- Tony Orlando como Steve Spirou.
- Baron Davis como profesor de gimnasio.
- Todd Bridges como conserje de la escuela.
- Jackie Sandler como Masseuse.
- Brad Grunberg como Tubby Tuke.

## Producción
La película se tituló originalmente I Hate You, Dad (Te odio, papá). Luego se cambió a Donny's Boy (El hijo de Donny) antes de que los productores finalmente la nombraran That's My Boy (Ese es mi hijo) que en España se tradujo por "Desmadre de padre".

## Promoción
Un tráiler de banda roja fue lanzado el 1 de marzo de 2012. Un tráiler de banda verde fue lanzado más tarde el 5 de marzo de 2012. El 1 de junio de 2012, todo el elenco se sentó con MTV en el escenario de City Walk para discutir la película, sus próximos proyectos individuales y también participaron en un Q&A (Preguntas y respuestas) con el público. La película también fue promovida a lo largo de los MTV Movie Awards de 2012, donde Adam Sandler, Andy Samberg y Leighton Meester fueron los presentadores del «mejor beso».
Un tráiler falso fue publicado por Samberg en la cuenta de The Lonely Island en YouTube el 1 de junio de 2012.

## Recepción

### Taquilla
La película abrió el 15 de junio de 2012 con $4.6 millones y se espera que consiga $13 millones para su debut en todo el fin de semana, que sería el peor fin de semana inaugural de Sandler desde Reign Over Me en 2007, que contó con un presupuesto significativamente menor.
La película recaudó $13 453 714 en su fin de semana inaugural, ocupando el puesto número cuatro detrás de los segundos fines de semana de Madagascar 3: los fugitivos y Prometeo y la apertura de Rock of Ages. Al 27 de junio de 2012, la película ha recaudado $30 447 403 a nivel nacional y $33 318 295 en todo el mundo.

### Respuesta de la crítica
Las críticas han sido principalmente negativas; Rotten Tomatoes reporta que solo el 23% de los críticos de cine dio una reseña positiva basado en 85 comentarios, con el consenso que indica que «si bien representa una nueva incursión en obscenidad para mayores de edad típica de Sandler, en That's My Boy empieza a repetir un efecto decreciente, arrastrándose a Andy Samberg con él». Metacritic le da una calificación de 30/100, lo que indica «críticas generalmente desfavorables». El programa de críticas en línea Half in the Bag, llamó a la película «patética» y criticó a Sandler como cómico, incluyendo su incapacidad para crear humor real que no esté basado en chistes infantiles.
La película ha sido criticada por su representación cómica de violación de menores, pedofilia e incesto.

### Premios y nominaciones
| Premio                       | Categoría                                   | Nominado | Resultado |
| ---------------------------- | ------------------------------------------- | --- | --------- |
| Teen Choice Awards           | Mejor película de verano: comedia / música  | | Nominada  |
| Teen Choice Awards           | Mejor estrella de cine de verano: Masculino | Adam Sandler | Nominado  |
| Teen Choice Awards           | Elección estrella de cine de verano: mujer  | Leighton Meester | Nominada  |
| Houston Film Critics Society | Peor película                               | | Ganadora  |
| Premios Razzie               | Peor película                               | | Nominada  |
| Premios Razzie               | Peor actor                                  | Adam Sandler | Ganador   |
| Premios Razzie               | Peor actor de reparto                       | Nick Swardson | Nominado  |
| Premios Razzie               | Peor actor de reparto                       | Vanilla Ice (como él mismo)                                                                                               | Nominado  |
| Premios Razzie               | Peor director                               | Sean Anders | Nominado  |
| Premios Razzie               | Peor guion                                  | escrito por David Caspe, reescrituras no acreditadas de Adam Sandler, Tim Herlihy, Robert Smigel, David Wain y Ken Marino | Ganadores |
| Premios Razzie               | Peor pareja en pantalla                     | Adam Sandler y Leighton Meester, Andy Samberg o Susan Sarandon                                                            | Nominado  |
| Premios Razzie               | Peor reparto                                | Todo el elenco | Nominado  |